# Gaultheria pyroloides
Espèce
Gaultheria pyroloides est une espèce de plantes de la famille des Éricacées originaire d'Asie.